# Giovanni Gerbi
Giovanni Gerbi (nascido a 4 de junho de 1885 em Asti-Piemonte, e falecido a 7 de maio de 1955 em Asti-Piemonte) foi um ciclista italiano, profissional desde 1904 até 1932. Durante a sua carreira como profissional tem conseguido vitórias em clássicas italianas como o Giro de Lombardia ou a Milano-Torino. Conseguiu subir duas vezes ao pódio do Giro d'Italia como terceiro classificado, durante os Giro d'Italia de 1911 e 1912, sendo seu segundo pódio uma edição na que não teve classificação individual. Foi terceiro com a equipa Gerbi.

## Palmarés
1900
- Asti-Moncalieri-Asti

1901
- Milão-Varese

1902
- Coppa do Re[1]
- Milão-Alessandria

1903
- Milão-Alessandria[2]
- Milão-Piacenza-Genova[3]
- Milano-Torino[4]
- Coppa do Re[5]

1904
- Grande Prêmio della Gazzetta dello Sport

1905
- Coppa Città di Alessandria
- Giro de Lombardía[6]

1906
- Coppa Città di Savona
- Milão-Alessandria-Milão[7]
- Milão-Pontedecimo
- Giro do Piemonte[8]
- Brescia-Milano-Pallanza

1907
- Giro delle Provincie Piemontesi
- Coppa Città di Savona
- Milão-Boloña-Florencia[9]
- Roma-Nápoles-Roma[10]
- Grande Prêmio della Gazzetta dello Sport
- Giro do Piemonte[11]

1908
- Classificação da Roma-Nápoles-Roma, mais duas etapas[12]
- Grande Prêmio della Gazzetta dello Sport
- Giro do Piemonte[13]
- Campeonato do Piemonte

1909
- Coppa San Giorgio
- Classificação da Roma-Nápoles-Roma, mais 1 etapa Roma-Napoli-Roma[14]
- Milão-Florência

1911
- Coppa Città di Savona

## Resultados em Grandes Voltas
Durante a sua carreira desportiva tem conseguido os seguintes postos nas Grandes Voltas:
| Carreira        | 1904 | 1905 | 1906 | 1907 | 1908 | 1909 | 1910 | 1911 | 1912 | 1913 | 1914 | 1915 | 1916 | 1917 | 1918 | 1919 | 1920 | 1926 | 1932 |
| --------------- | ---- | ---- | ---- | ---- | ---- | ---- | ---- | ---- | ---- | ---- | ---- | ---- | ---- | ---- | ---- | ---- | ---- | ---- | ---- |
| Giro d'Italia   | X    | X    | X    | X    | X    | Ab.  | Ab.  | 3º   | 3º   | Ab.  | Ab.  | X    | X    | X    | X    | -    | Ab.  | Ab.  | Ab.  |
| Tour de France  | Ab.  | -    | Ab.  | -    | Ab.  | -    | -    | -    | -    | -    | -    | X    | X    | X    | X    | -    | -    | -    | -    |
| Volta a Espanha | X    | X    | X    | X    | X    | X    | X    | X    | X    | X    | X    | X    | X    | X    | X    | X    | X    | X    | X    |

-: Não participa

Ab.: Abandono

X: Edições não celebradas